# أوسوليي
أوسوليي (الروسية: Усолье) هي إحدى مدن روسيا في الكيان الفدرالي الروسي بيرم كراي. تقع على الضفة اليمنى من نهر كاما.